# Mira Nair
Mira Nair (Bhubaneszvar, Orissza, 1957. október 15.) indiai filmrendező, producer.

## Életpályája
Édesapja köztisztviselő volt, édesanyja szociális munkás. Egyetemi tanulmányait a Delhi Egyetemen és a Harvard Egyetemen végezte el szociológia szakon. Egy kalkuttai kísérleti színház tagja, a Harvard Egyetemen dokumentum- és játékfilmeket készít, a Columbia Egyetem tanársegéde.
1988-ban debütált a Salaam Bombay! című játékfilmjével, melynek forgatókönyvét Sooni Taraporevala írta. Ezzel a filmmel megnyerte az Arany Kamera-díjat, és jelölték az Oscar-díj a legjobb idegen nyelvű filmnek kategóriába. A következő filmje a Mississippi Masala (1991) volt, amelyben Denzel Washington és Sarita Choudhury voltak a főszereplők. A Perez család (1995) Christine Bell könyve alapján készült el, melynek egyik főszereplője Anjelica Huston volt. 1996-ban ő volt a rendezője a Kámaszútra című filmnek, amelyet Helena Kriellel közösen írt. 2001-ben látott napvilágot az Esküvő monszun idején című filmje, amelynek forgatókönyvét Sabrina Dhawan készítette el. 2004-ben készült el a Hiúság vására című film, melynek főszereplői Reese Witherspoon és Romola Garai voltak. 2006 őszén mutatták be az Idegen név című filmjét. 2008-ban egy rövidfilmet készített New York, I Love You címmel. 2009 őszén mutatták be életrajzi filmjét az Amélia - Kalandok szárnyán címűt.

## Magánélete
Első férjével, Mitch Epstein fotóssal a Harvard Egyetemen találkozott. 1988-ban házasságot kötött Mahmood Mamdani egyetemi tanárral, 1991-ben Ugandában született egyetlen gyermekük, Zohran, politikus, New York államgyűlésének tagja.

## Filmjei

### Rendezőként
- Bártáncosnők Indiában (1985) (forgatókönyvíró is)
- Salaam Bombay! (1988) (író és producer is)
- Mississippi Masala (1991) (producer is)
- A Perez család (1995) (színész is)
- Kámaszútra (1996) (producer és forgatókönyvíró is)
- Az én országom (1998) (producer és színész is)
- Esküvő monszun idején (2001) (producer és színész is)
- 11'09'01' - szeptember tizenegy (2002)
- Pasifogó kísérletek (2002)
- Hiúság vására (2004)
- Idegen név (2006) (producer is)
- 8 (2008) (producer is)
- New York, I Love You (2008)
- Amélia - Kalandok szárnyán (2009)

## Díjai
- cannes-i Arany Kamera-díj (1989)
- velencei Arany Oroszlán díj (2003)

## Fordítás
- Ez a szócikk részben vagy egészben  a   Mira Nair című angol Wikipédia-szócikk fordításán alapul.  Az eredeti cikk szerkesztőit annak laptörténete sorolja fel. Ez a jelzés csupán a megfogalmazás eredetét és a szerzői jogokat jelzi, nem szolgál a cikkben szereplő információk forrásmegjelöléseként.